# Bathymunida polae
Bathymunida polae is een tienpotigensoort uit de familie van de Munididae. De wetenschappelijke naam van de soort is voor het eerst geldig gepubliceerd in 1914 door Balss.